# Bogdan Bogdanović
Bogdan Bogdanović (v srbské cyrilici Богдан Богдановић; 20. srpna 1922, Bělehrad, Království Srbů, Chorvatů a Slovinců – 18. června 2010, Vídeň, Rakousko) byl srbský a jugoslávský architekt, urbanista a politik.
Bogdanović se účastnil partyzánského boje, zastával například i funkci primátora jugoslávské metropole Bělehradu. Po příchodu Slobodana Miloševiće k moci se stal disidentem. Bogdanović se proslavil díky řadě svých staveb, které byly vybudovány během doby existence socialistické Jugoslávie, především se jednalo o brutalistické betonové monumentální památníky, které vznikly v 60., 70. a 80. letech 20. století. Jeho nejznámější prací je památník Kamenný květ v Jasenovaci připomínající oběti tamního koncentračního tábora. Za svojí práci získal řadu ocenění a uznání; stal se také členem Srbské akademie věd a umění.

## Vyznamenání
- Čestný kříž Za vědu a umění I. třídy (2002)[1]